# حزقيال كارلوس بيانكي
حزقيال كارلوس بيانكي (بالإسبانية: Juan Carlos Bianchi) هو لاعب كرة مضرب فنزويلي، ولد في 22 يناير 1970 في ماراكاي في فنزويلا.

## وصلات خارجية
- حزقيال كارلوس بيانكي على موقع رابطة محترفي التنس (الإنجليزية)
- حزقيال كارلوس بيانكي على موقع الاتحاد الدولي لكرة المضرب (الإنجليزية)
- حزقيال كارلوس بيانكي على موقع خلاصة التنس.كوم (الإنجليزية)
- حزقيال كارلوس بيانكي على موقع اللجنة الأولمبية الدولية (الإنجليزية)
- حزقيال كارلوس بيانكي على موقع أوليمبيديا (الإنجليزية)